# Hrvatska – SAD, prijateljska utakmica (1990.)
Međunarodna prijateljska nogometna utakmica Hrvatska – Sjedinjene Američke Države 21. je službena utakmica hrvatske nogometne reprezentacije. Unatoč tome što je odigrana u vrijeme kada Republika Hrvatska još nije proglasila svoju samostalnost, računa se kao prva utakmica u novijoj hrvatskoj povijesti.

## Utakmica
Utakmica je odigrana u sklopu proslave vraćanja spomenika banu Josipu Jelačiću na zagrebački Trg bana Jelačića: pod visokim pokroviteljstvom predsjednika Republike Hrvatske Franje Tuđmana odigrana je pred 30-ak tisuća gledatelja na stadionu Maksimir dan poslije postavljanja spomenika – 17. listopada 1990. u 19 sati. Izbornik hrvatske reprezentacije bio je Dražan Jerković. Prvi pogodak na utakmici – a samim tim i prvi pogodak za hrvatsku reprezentaciju u novijoj povijesti hrvatskog nogometa – postigao je Aljoša Asanović u 29. minuti. Četiri minute poslije Ivan Cvjetković povećao je vodstvo na 2:0, a oba su pogotka postignuta uz asistenciju Marka Mlinarića. Tim je rezultatom završilo prvo poluvrijeme. U drugom je poluvremenu reprezentacija SAD-a pogotkom Troya Dayaka u 80. minuti utakmice ostvarila konačni rezultat 2:1. Kapetan hrvatske reprezentacije bio je Zlatko Kranjčar, a najboljim igračem utakmice bio je proglašen Marko Mlinarić kojemu je nagradu uručio doajen hrvatskoga sportskoga novinarstva Mladen Delić.

## Organizacija utakmice
Kada je Nogometni savez SAD-a objavio da želi u Europi odigrati dvije prijateljske utakmice za koje traže suparnike, tadašnji glavni urednik Sportskih novosti Darko Tironi prvi je inicijator ideje dovođenja američke reprezentacije u Hrvatsku. Tadašnji predsjednik Hrvatskog nogometnog saveza Mladen Vedriš i dopredsjednik Rudolf Sabljak zbog političke situacije u tom trenutku proveli su tu ideju u velikoj tajnosti, najviše uz pomoć hrvatskog iseljenika Ivana Opačka i Vinka Hotka, te Jure Klarića, direktora tvrtke Voće koja je platila 90.000 američkih dolara za troškove dolaska gostujuće reprezentacije. Nakon što su dobili ukupno četiri ponude, Amerikanci su se odlučili za utakmice s Hrvatskom i Poljskom, koju su pobijedili u Varšavi rezultatom 2:3 par dana prije utakmice s Hrvatskom.
Ante Pavlović je tada kao glavni tajnik Jugoslavenskog nogometnog saveza potpisao dozvolu za odigravanje utakmice bez znanja ikoga drugoga u Beogradu i prijavio je FIFA-i, s obzirom na to da je Hrvatski nogometni savez u to vrijeme bio član Jugoslavenskog nogometnog saveza. 
Unatoč pokušajima Jugoslavenskog nogometnog saveza da spriječi odigravanje utakmice, to im nije uspjelo jer je FIFA izdala dozvolu za odigravanjem. Slična stvar se dogodila i sa sljedećom utakmicom hrvatske reprezentacije protiv Rumunjske u Rijeci.

## Sastavljanje momčadi
Kako je Jugoslavenski nogometni savez u pokušaju sprječavanja utakmice zaprijetio da će kazniti sve nogometaše uz Jugoslavenske lige koji nastupe na ovoj utakmici, Izbornik Jerković je, da bi izbjegao eventualne kazne, momčad sastavio uglavnom od igrača koji su tada već igrali izvan Hrvatske. Igor Štimac, Davor Šuker, Željko Petrović i Borislav Cvetković nisu bili u sastavu zbog ozljeda, a Zlatka Vujovića (PSG), Tomislava Ivkovića (Sporting CP), Srećka Bogdana (Karlsruher SC), Harisa Škoru (Torino FC) i Davora Jozića (AC Cesena) unatoč njihovim osobnim željama za sudjelovanjem njihovi klubovi nisu pustili na utakmicu jer nisu imali tu obvezu, s obzirom se utakmica nije igrala u terminu predviđenom za nastupe A reprezentacija.
Vlado Kasalo je došao na utakmicu iz Nürnberga bez dozvole svoga kluba i za to je po povratku platio klupsku kaznu od 25 tisuća njemačkih maraka, a Aljoša Asanović, strijelac povijesnog prvog pogotka, također je imao problem s klubom, francuskim FC Metzom, koji je imao važnu utakmicu četiri dana poslije, ali je uspio nagovoriti vlasnika kluba da mu ustupi mali privatni zrakoplov kako bi došao na utakmicu i zanimljivo je da je morao izaći u 58. minuti utakmice samo zato da bi stigao na zrakoplov, koji je morao sletjeti nazad u Francusku do ponoći.
Isti dan se u Simferopolju u SSSR-u igrala uzvratna finalna utakmica Europskog prvenstva za mlade reprezentacije između reprezentacija Jugoslavije i SSSR-a, na kojoj su od Hrvata nastupili Robert Jarni, Miroslav Žitnjak, Andrej Panadić, Robert Prosinečki, Zvonimir Boban i Alen Bokšić, pa izbornik Jerković nije mogao na njih računati za utakmicu s Amerikancima.
Izbornik Jerković složio je svoj stručni stožer tako da je uključio glavne trenere iz tadašnja četiri hrvatska prvoligaša, to su bili Zdenko Kobeščak iz Dinama, Joško Skoblar iz Hajduka, Vladimir Lukarić iz Rijeke i Ivica Grnja iz Osijeka.

## Zapisnik
| 17. listopada 1990., 19:00 sati 30.000 gledatelja |           |           |                                                   |
| Hrvatska                                          | 2:1 (2:0) | SAD       | Stadion Maksimir, Zagreb Sudac: Sergio Coppetelli |
| Asanović 27' Cvjetković 31'                       | Detalji   | Dayak 80' | Stadion Maksimir, Zagreb Sudac: Sergio Coppetelli |

|  |  |

| 1                                         | Dražen Ladić      |     |     | 79' |
| 2                                         | Zoran Vulić       |     |     |     |
| 3                                         | Darko Dražić      |     |     |     |
| 4                                         | Drago Ćelić       |     |     |     |
| 5                                         | Vlado Kasalo      |     |     |     |
| 6                                         | Saša Peršon       |     |     | 66' |
| 7                                         | Kujtim Shala      |     | 40' |     |
| 8                                         | Zlatko Kranjčar   |     |     |     |
| 9                                         | Ivan Cvjetković   | 31' |     |     |
| 10                                        | Aljoša Asanović   | 27' |     | 58' |
| 11                                        | Marko Mlinarić    |     |     |     |
|                                           | Pričuvni igrači:  |     |     |     |
| 12                                        | Tonći Gabrić      |     |     | 79' |
| 13                                        | Gregor Židan      |     |     | 66' |
| 14                                        | Mladen Mladenović |     |     | 58' |
|                                           | Izbornik:         |     |     |     |
| Dražan Jerković                           |                   |     |     |     |
|                                           | Stručni stožer:   |     |     |     |
| Zorislav Srebrić, direktor reprezentacije |                   |     |     |     |
| Zdenko Kobeščak, pomoćni trener           |                   |     |     |     |
| Joško Skoblar, pomoćni trener             |                   |     |     |     |
| Vladimir Lukarić, pomoćni trener          |                   |     |     |     |
| Ivica Grnja, pomoćni trener               |                   |     |     |     |
| dr. Tugomir Krmpotić, liječnik            |                   |     |     |     |
| Ante Donadić, fizioterapeut               |                   |     |     |     |
| Josip Čačković, fizioterapeut             |                   |     |     |     |
| Nikola Marković, oružar                   |                   |     |     |     |

| 1              | Tony Meola        |     |     |     |
| 2              | Steve Trittschuh  |     |     |     |
| 3              | Robin Fraser      |     |     | 85' |
| 4              | Jimmy Banks       |     |     | 81' |
| 17             | Marcelo Balboa    |     | 61' |     |
| 15             | Desmond Armstrong |     |     |     |
| 6              | John Harkes       |     |     |     |
| 20             | Eric Eichmann     |     |     | 57' |
| 16             | Bruce Murray      |     | 36' |     |
| 12             | Paul Krumpe       |     |     | 46' |
| 10             | Peter Vermes      |     |     |     |
|                | Pričuvni igrači:  |     |     |     |
| 14             | Troy Dayak        | 80' |     | 46' |
| 8              | Brian Bliss       |     |     | 57' |
| 5              | Mike Windischmann |     |     | 81' |
| 11             | Eric Wynalda      |     |     | 85' |
|                | Izbornik:         |     |     |     |
| Robert Gansler |                   |     |     |     |

## Zanimljivosti
- Ova utakmica ima poseban značaj i po tome što na njoj promoviran dres hrvatske nogometne reprezentacije, koji će poslije postati i ostati jedan od najvećih hrvatskih brendova uopće. Taj prvi dres, prema kojemu su nastale sve ostale inačice dresa do danas, dizajnirao je akademski slikar Miroslav Šutej, kao i plakat za utakmicu.
- Prije same utakmice priređen je bogati program. Bilo je tu velikih balona aeronautičkog društva Coning iz Varaždina, u velikom mimohodu prodefilirali su 110 sinjskih momaka i vitezova viteškog alkarskog društva, šibenska limena glazba, folklorni ansambli KUD-ova "Petar Zrinski" iz Vrbovca i "Ivo Lozica" iz Lumbarde na Korčuli u narodnim nošnjama, te viteško društvo "Kumpanija" iz Blata na Korčuli. U glazbenom programu su nastupili Dubrovački trubaduri, Krunoslav Cigoj i Tomislav Ivčić, a u poluvremenu je nastupilo još i Prljavo kazalište.[4]
- Pod kakvim političkim okolnostima i nabojem se igrala ova utakmica svjedoči i podatak da se zagrebački sudac Atif Lipovac, koji je bio određen za 4. suca ove utakmice, nije niti presvukao u službenu sudačku odoru, bojeći se trajne suspenzije FSJ-a kojom su mu neslužbeno zaprijetili iz Beograda.

## Vanjske poveznice
- Hrvatska - SAD 2:1, Hrvatski nogometni savez